# Saint-Michel (Loiret)
Saint-Michel és un municipi francès, situat al departament del Loiret i a la regió de Centre – Vall del Loira. L'any 2007 tenia 117 habitants.

## Demografia

### Població
El 2007 la població de fet de Saint-Michel era de 117 persones. Hi havia 54 famílies, de les quals 16 eren unipersonals (8 homes vivint sols i 8 dones vivint soles), 19 parelles sense fills i 19 parelles amb fills.
La població ha evolucionat segons el següent gràfic:
Habitants censats

### Habitatges
El 2007 hi havia 71 habitatges, 50 eren l'habitatge principal de la família, 13 eren segones residències i 8 estaven desocupats. 70 eren cases i 1 era un apartament. Dels 50 habitatges principals, 44 estaven ocupats pels seus propietaris, 5 estaven llogats i ocupats pels llogaters i 2 estaven cedits a títol gratuït; 1 tenia dues cambres, 10 en tenien tres, 17 en tenien quatre i 22 en tenien cinc o més. 44 habitatges disposaven pel capbaix d'una plaça de pàrquing. A 19 habitatges hi havia un automòbil i a 27 n'hi havia dos o més.

### Piràmide de població
La piràmide de població per edats i sexe el 2009 era:
| Homes | Edats   | Dones |
| ----- | ------- | ----- |
| 0     | 95 o +  | 0     |
| 0     | 90 a 94 | 0     |
| 0     | 85 a 89 | 0     |
| 8     | 80 a 84 | 0     |
| 4     | 75 a 79 | 8     |
| 8     | 70 a 74 | 8     |
| 0     | 65 a 69 | 4     |
| 0     | 60 a 64 | 4     |
| 0     | 55 a 59 | 0     |
| 8     | 50 a 54 | 0     |
| 0     | 45 a 49 | 16    |
| 8     | 40 a 44 | 0     |
| 8     | 35 a 39 | 12    |
| 4     | 30 a 34 | 0     |
| 0     | 25 a 29 | 4     |
| 4     | 20 a 24 | 0     |
| 0     | 15 a 19 | 12    |
| 8     | 10 a 14 | 8     |
| 4     | 5 a 9   | 8     |
| 4     | 0 a 4   | 0     |

## Economia
El 2007 la població en edat de treballar era de 76 persones, 51 eren actives i 25 eren inactives. De les 51 persones actives 47 estaven ocupades (26 homes i 21 dones) i 5 estaven aturades (3 homes i 2 dones). De les 25 persones inactives 8 estaven jubilades, 8 estaven estudiant i 9 estaven classificades com a «altres inactius».

### Ingressos
El 2009 a Saint-Michel hi havia 57 unitats fiscals que integraven 126 persones, la mediana anual d'ingressos fiscals per persona era de 19.609 €.

### Activitats econòmiques
L'any 2000 a Saint-Michel hi havia 7 explotacions agrícoles.

## Poblacions més properes
El següent diagrama mostra les poblacions més properes.